# Доломитовая мука
Доломитовая мука — состоящая из кристаллов (или их агрегатов) доломита рыхлая или сыпучая масса, применяемая в сельском хозяйстве для известкования почв. 
Природная доломитовая мука залегает среди доломитов, доломитизированных известняков, дедоломитов, других минералов и является продуктом их разрыхления и выщелачивания при выветривании. Она на 30 — 32% состоит из оксида кальция и на 18 — 20% — из оксида магния. Также доломитовая мука производится путём переработки карбонатных пород. В доломитовой муке содержатся фосфор, кобальт, цинк, марганец, медь, железо. Кроме раскислителя почвы, доломитовая мука применяется как сорбент для очистки загрязнённых нефтепродуктами сточных вод, пищевая добавка для скота, компонент строительных материалов.